# Falugie podivná

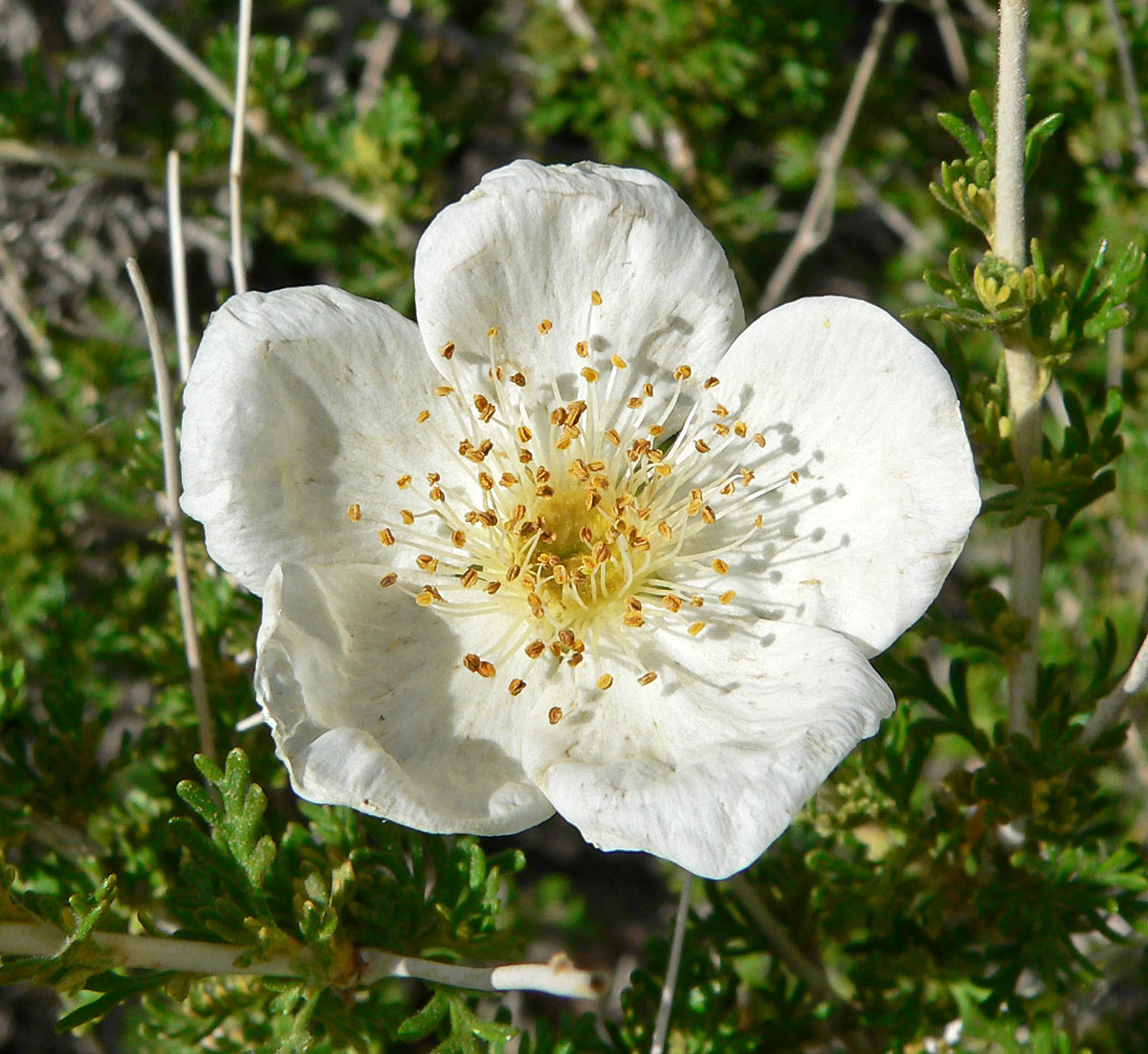
Květ

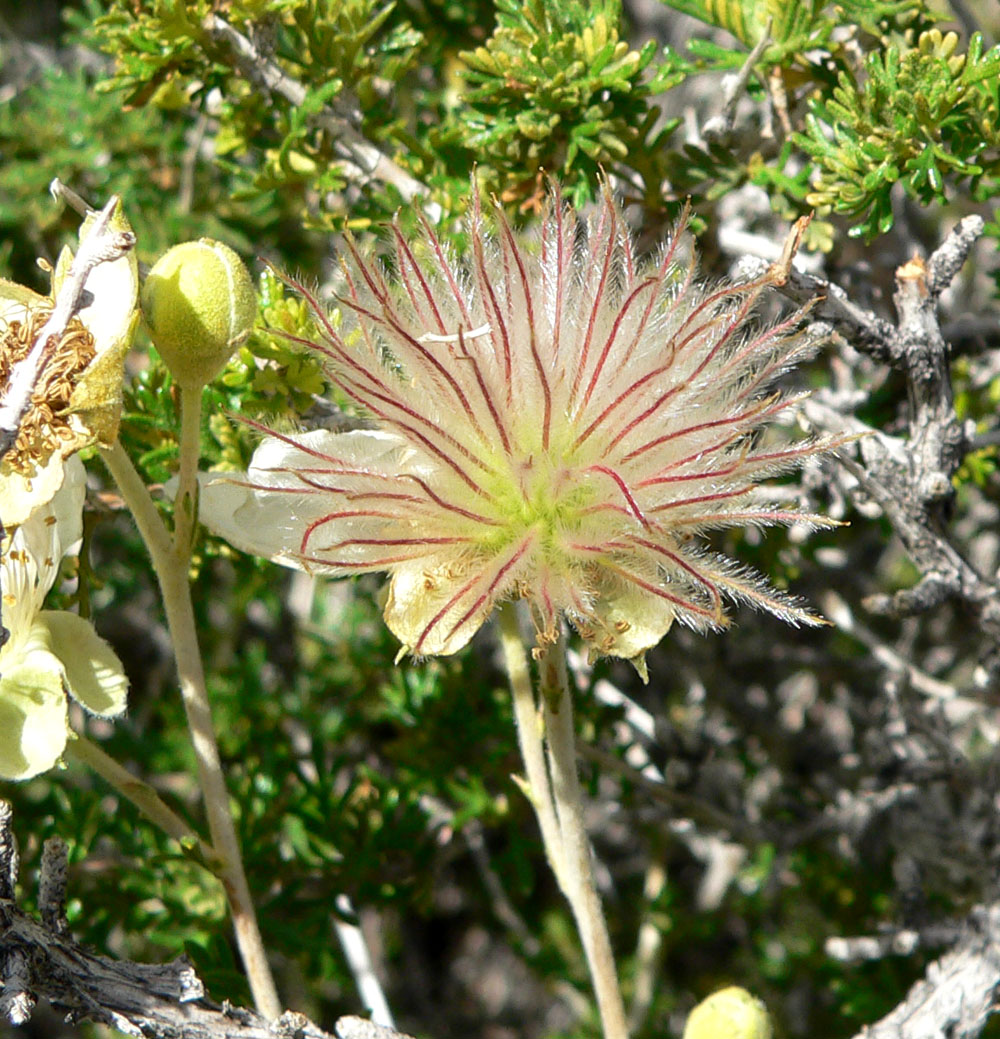
Opylený květ s nažkami

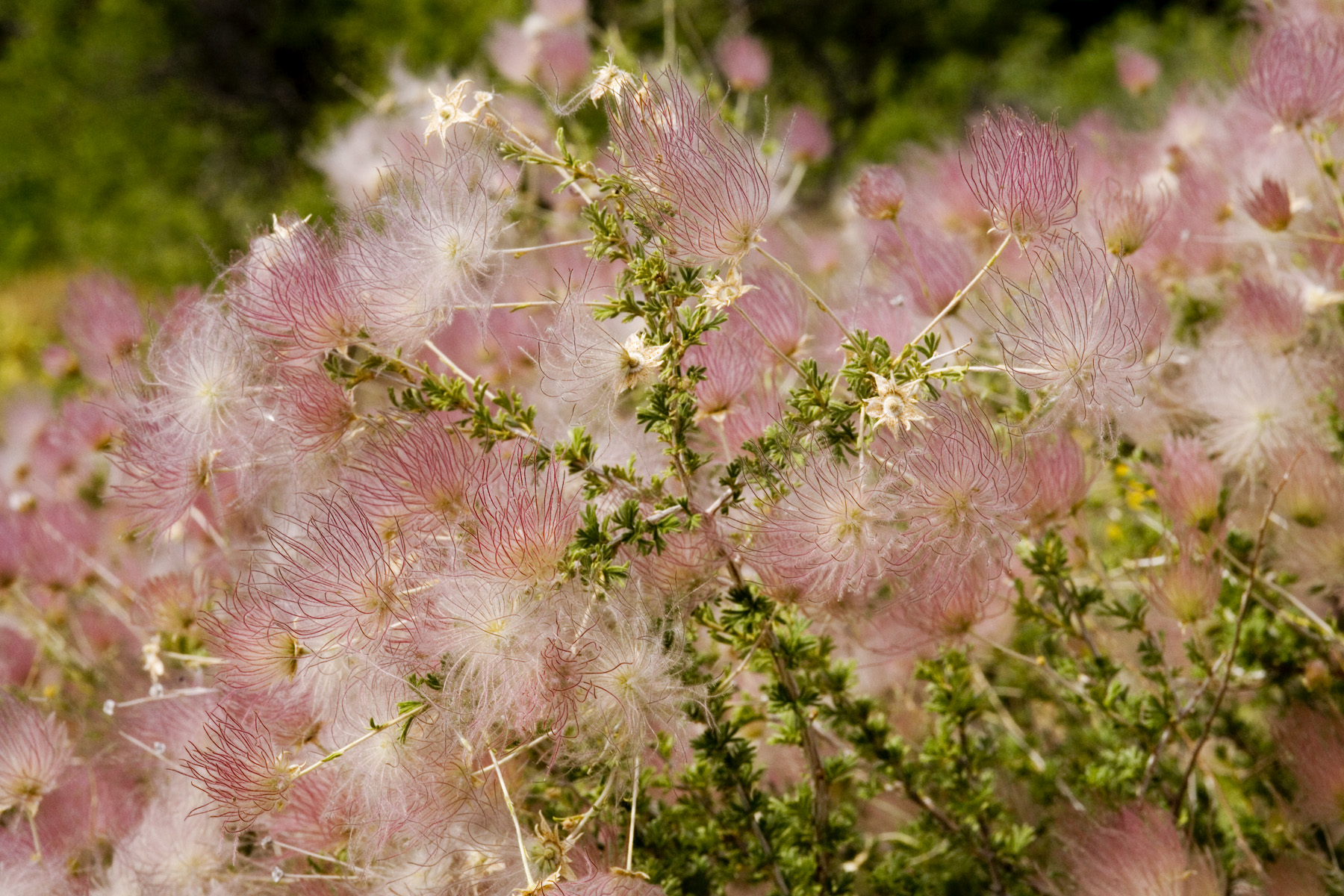
Část keře s chmýřím nažek

Falugie podivná (Fallugia paradoxa) je hustě větvený, částečně opadavý keř vysoký 50 až 200 cm. Je jediný druh monotypického rodu falugie, který pochází z polopouštních oblastí na západě Severní Ameriky. Občas je tato nenáročná rostlina pěstována v zahradách pro dekorativní vzhled květů a plodů.
Rychle rostoucí dřevina tvořící poměrně hutné keře, které z dálky vypadají neudržované, ale v plném květu jsou její bílé okvětní lístky atraktivní proti tmavému listí. Velmi nápadné jsou také shluky zrajících plodů s perovitými nafialovělými „ocásky“, které připomínají čelenku Apačů a mají lidové jméno „apačský chochol“.
Rod Fallugia dostal jméno na počest italského botanika Virgilia Fallugiho žijícího na rozhraní 16. a 17. století. Rod je blízce příbuzný s rodem kuklík.

## Rozšíření
Roste v chaparralech, savanách a polopouštních oblastech ve Spojených státech amerických ve státech Arizona, Colorado, Kalifornie, Nevada, Nové Mexiko, Oklahoma, Texas a Utah. Je celkem běžným keřem také ve shodných klimatických podmínkách v příhraničí severního Mexika ve státech Baja California, Chihuahua, Coahuila, Durango a Zacatecas.

## Ekologie
Falugie podivná bývá součásti nevysoké křovinné vegetace a řídkých lesů po okrajích polopouští, často se vyskytuje na suchých skalnatých svazích, poblíž vysýchavých vodních toků nebo v širokých suchých kaňonech. Obvykle roste v půdách kamenitých, písčitých či štěrkovitých, ke zdárnému růstu jsou vhodné i propustné hlinité či jílovité, nejlépe v rozsahu pH od 7 do 8. Toleruje zeminu vápnitou i slabě zasolenou, pro zdárný vývin květů a plodů potřebuje plné slunce, po zakořenění má jen malou potřebu vláhy. Roste nejčastěji v nadmořské výšce 700 až 2800 m n. m., v prostředí s 200 až 500 mm ročních srážek, snáší zimní pokles teploty k -30 °C. Díky svým mohutným kořenům je tu a tam používána na svazích nebo v místech s pohyblivými písečnými dunami jako vhodná dřevina pro omezení půdní eroze. V písčité půdě se díky svým kořenům dobře rozrůstá a místy se stává až invazním druhem. Je zajímavé, že tyto volně rostoucí rostliny mají tendenci růst od sebe odděleně, i když rostou v jednodruhových porostech.
Pupeny květů vyrůstají na jednoletých větvičkách. Kvetení začíná v dubnu a většinou končí v červnu, někde však trvá až do srpna. Obvyklá doba od rozevření květních poupat do uzrání plodů bývá dlouhá v rozmezí 67 až 86 dnů. Vytvoření plodů je závislé na opylení hmyzem, na květy nalétávají různé včely, sršni, brouci i mravenci. Jak semena postupně dozrávají, jsou ze samičích květů odnášena větrem. Počet chromozomů je 2n = 14, stupeň ploidie x = 2.

## Popis
Hustě větvené, opadavé, vzpřímené keře vysoké až 2 m a široké do 2,5 m s hluboko sahajícími kořeny tvořící výmladky. Starší přímé nebo vystoupavé štíhlé větve mají hnědou kůru, která se ve starším věku slupuje v papírových cárech. Mladé výhonky jsou porostlé bělavými až rezavě oranžovými chloupky. Listy s řapíky jsou žlutozelené, jednoduché, v obryse klínovitě obvejčité nebo kopisťovité, slabě kožovité, vyrůstají střídavě jednotlivě nebo ve svazečcích a mají šídlovité palisty 2 až 5 mm velké. Čepele listů jsou dlouhé 7 až 20 mm, široké od 3 do 12 mm, dlanitosečné, mají tři laloky 5 až 8 mm hluboké. U báze jsou čepele zúžené, na vrcholu tupé a okraj mají podvinutý, na líci jsou tmavší a řídce pýřité, na rubu našedle stříbřité, šupinaté a mají málo výraznou zpeřenou žilnatinu. V teplejších oblastech jsou listy vytrvalé, v chladnějších opadávají.
Bílé, růžím podobné vonné květy na stopkách vyrůstají jednotlivě nebo ve shlucích až po sedmi, jsou 3 až 4 cm velké, pětičetné a mají listeny. Bývají pouze ojediněle oboupohlavné, většinou jsou funkčně jednopohlavné, mají buď rudimentální prašníky nebo pestíky. Češule je široce nálevkovitá, vytrvalá. Květ s listeny je velký 3 až 4 cm, má čárkovité listence a pět širokých vytrvalých kališních lístků, jež jsou okrouhlé nebo vejčité, na koncích ocasovitě zašpičatělé, celkem 4 až 8 mm dlouhé. Střídající korunní lístky jsou bílé, narůžovělé či levandulově zbarvené, eliptické až okrouhlé, 10 až 20 mm dlouhé. V květu je 50 až 95 tyčinek s prašníky kratšími něž okvětí a 50 až 95 pestíků s čnělkami nesoucí blizny. Po opadnutí okvětí vystavují semeníky shluky vlnitých perových čnělek 25 až 50 mm dlouhých připojených k vyvíjejícím se plodům, nažkám. Opylují je denní í noční motýli a hojně i různé včely.
Plody jsou vřetenovité nažky až 2,5 mm dlouhé uspořádané v početných chomáčích, každá je zakončena bílým či nafialovělým chmýrem (perovitou čnělkou), který je 30 až 50 mm dlouhý a u nažky nafialovělý.

## Rozmnožování
Keř se po stanovišti šíří pomalým rozrůstáním kořenovými výmladky, které se objevují hlavně v létech s vyššími srážkami nebo po silném poškození keře, například požárem. Na větší vzdálenosti jsou zárodky budoucích dřevin kolportovány spoustou semen (nažkami) s bílým perovitým chmýrem rozfoukávaných větrem. Čerstvá semena nejsou dormantní a za vlhka velmi dobře klíčí, obvykle již za pět dnů při 20 až 26 °C. Semena s oddělenými čnělkami jsou při klíčení úspěšnější, nevyklíčí však z povrchu půdy, ale potřebují být v hloubce až 1 cm. Semenáče velmi často nejsou v prvém roce života schopné přežít konkurenci okolních bylin, nutno je plít a v případě velkého sucha i zalévat. Dřeviny lze rozmnožovat i bylinnými řízky sázenými do vlhké půdy.

## Význam
Falugie podivná se stala v suchých oblastech oblíbeným zahradním keřem, který nepotřebuje zalévat a přesto pravidelně kvete. Napřed má výrazné bělavé květy podobné růžím a pak po několik měsíců vystavuje bílé či růžové perovité čnělky, jež pokrývají konce větviček po několik měsíců. Keře jsou vhodné na živé ploty, do skupin i jako solitéry. Volně rostoucí jedinci jsou přínosem pro místní zvěř. Listy i mladé větvičky jsou v níže položených místech zimním krmivem pro jelenovitou zvěř a ve vyšších i pro ovce tlustorohé. Husté keře poskytují ochranu pro malé savce a prostor k hnízdění drobným ptákům.